# 穆瓦朗昂蒙塔涅
穆瓦朗昂蒙塔涅（法語：Moirans-en-Montagne，法語發音：[mwaʁɑ̃ ɑ̃ mɔ̃taɲ]，意为“山中的穆瓦朗”）是法国汝拉省的一个市镇，位于该省南部，属于圣克洛德区。

## 地理
穆瓦朗昂蒙塔涅（46°25'54"N, 5°43'32"E）面积26.56 平方千米，位于法国勃艮第-弗朗什-孔泰大區汝拉省，该省份为法国东部内陆省份，北起上索恩省，西北接科多尔省，西临索恩-卢瓦尔省，南至安省，东与杜省和瑞士接壤。
与穆瓦朗昂蒙塔涅接壤的市镇（或旧市镇、城区）包括：克勒南、马蒂尼亚、沙尔希亚、莱克罗泽、埃蒂瓦勒、莱克特、迈索、默西亚、奥诺、拉维约勒、维拉尔代里亚、科托迪利宗。

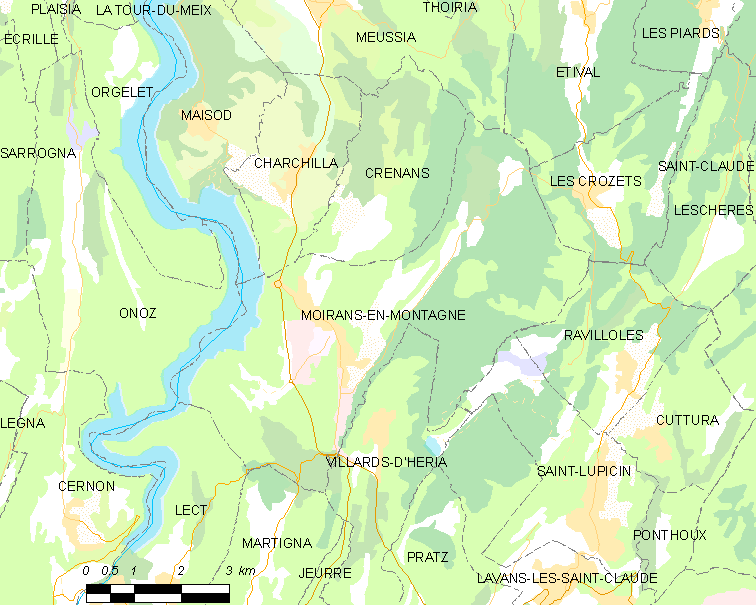
穆瓦朗昂蒙塔涅的OSM定位图

穆瓦朗昂蒙塔涅的时区为UTC+01:00、UTC+02:00（夏令时）。

## 行政
穆瓦朗昂蒙塔涅的邮政编码为39260，INSEE市镇编码为39333。

## 政治
穆瓦朗昂蒙塔涅所属的省级选区为穆瓦朗昂蒙塔涅县。

## 人口

1962-2008年间穆瓦朗昂蒙塔涅人口变化图示

穆瓦朗昂蒙塔涅于2022年1月1日时的人口数量为2121人。